# Ariadna karrooica
Ariadna karrooica là một loài nhện trong họ Segestriidae.
Loài này thuộc chi Ariadna. Ariadna karrooica được William Frederick Purcell miêu tả năm 1904.